# Транзит (фильм, 1982)
«Транзит» — советский художественный двухсерийный телефильм, снятый в 1982 году Свердловской киностудией. В главных ролях Михаил Ульянов и Марина Неёлова.

## Сюжет
Пронзительная драма «Транзит», снятая по мотивам пьесы Леонида Зорина, рассказывает историю двух одиноких людей, которые всего за несколько часов смогли понять, принять и полюбить друг друга. Известный 54-летний московский архитектор Владимир Багров возвращается из командировки в Москву и оказывается на далёкой уральской станции Кунгур . Он опаздывает на поезд и знакомится с Татьяной Шульгой, мастером местного машиностроительного завода. В ожидании поезда он оказывается у неё в квартире. Татьяна приглашает Владимира Сергеевича к себе в гости, чтобы тот не сидел всю ночь на холодном вокзале. Удивительно быстро эти двое находят общий язык и обнаруживают такое поразительное душевное родство, какое до этого они никогда не ощущали. Расстаться им будет очень и очень трудно.

## В ролях
- Михаил Ульянов — Владимир Багров, архитектор
- Марина Неёлова — Татьяна Шульга
- Альберт Филозов — Пётр Кузьмин, депутат, жених Татьяны
- Евгения Симонова — Алла Глебовна, учительница литературы
- Людмила Зайцева — Клавдия, медработник
- Михаил Глузский — Тихон Иванович Караваев
- Сергей Сазонтьев — Анатолий Данилович, архитектор
- Алла Балтер — жена Анатолия Даниловича
- Валерий Шальных — Алёша Коныгин, водитель

## Съёмочная группа
- Режиссёр: Валерий Фокин
- Сценарий: Леонид Зорин
- Директор картины: Геннадий Алексеев
- Оператор: Сергей Гаврилов
- Композитор: Владимир Дашкевич
- В фильме звучит музыка в исполнении «ансамбля Дмитрия Покровского».